# 2019年5月逝世人物列表
2019年逝世人物列表：1月 - 2月 - 3月 - 4月 - 5月 - 6月 - 7月 - 8月 - 9月 - 10月 - 11月 - 12月
2019年5月逝世人物列表，是用于汇总2019年5月期间逝世人物的列表。

## 依日期排序

### 31日
- 朱世良，80岁，中国媒体人物，辽宁日报社原党委书记、社长。[1]
- 张奕民，67岁，新加坡内部安全局前局长、新加坡报业控股集团前总裁。[2]
- 洛奇·埃里克森（英語：Roky Erickson），71歲，美國迷幻搖滾先鋒樂團第13層樓電梯（英语：The 13th Floor Elevators）的吉他手兼歌手。[3][4][5]

### 30日
- 泰德·柯克兰（英語：Thad Cochran）， 81岁，美国政治家，密西西比州美国参议院议员（1978–2018年）。死於腎衰竭。[6]
- 弗兰克·卢卡斯（英語：Frank Lucas），88岁，美国毒贩，电影《美国黑帮》人物原型。[7]
- 季剑虹，87歲，十届全国政协常委，中国基督教三自爱国运动委员会原主席。[8]

### 29日
- 吴毓武，58岁，中国学者，香港中文大学会计学院教授。[9]
- 张仲伯，89岁，中国法学家，中南财经政法大学法学教授。[10]

### 28日
- 卡爾麥·卡里迪（英語：Carmine Caridi），85歲，美國演員，曾演出《教父》系列，晚年因涉嫌外流奧斯卡獎入圍電影光碟，成為史上首位被美國影藝學院剔除的會員。[11]
- 丹斯里邱家金，82歲，馬來西亞學者，歷史學家，擅長馬來亞史、運動史。馬來西亞國家原則起草人之一。馬來亞大學榮譽教授。肺衰竭。[12]
- 让·朱旺坦（法語：Jean Juventin），91岁，法国政治人物，帕皮提前市长，法属波利尼西亚议会前主席。[13][14]
- 阿波罗·恩西班比，78岁，乌干达政治家，总理（1999－2011）。[15]
- 巴伊拉姆·希特（土耳其語：Bayram Şit），89岁，土耳其摔跤运动员、教练，奥运会冠军。[16]
- 李恒德，97岁，中国材料科学家、教育家，清华大学教授，中国工程院院士。[17]
- 刘玉堂，71岁，中国作家，被誉为“当代赵树理”。[18][19][20][21]
- 陈建军，56岁，中国企业家，中国石油玉门油田分公司党委书记、总经理。[22]

### 27日
- 凌志华，香港武术指导。[23]
- 李明哲，55岁，中国政治人物，河南杞县县委原书记。[24]
- 雍生琪，87岁，中国政治人物，新疆维吾尔自治区人大常委会办公厅原副主任。[25]
- 杨昆，95岁，中国政治人物，原新疆维吾尔自治区计划委员会党组成员、副主任，自治区七届人大常委。[26]
- 阿哈龙·拉津（希伯來語：אהרון רזין），84岁，以色列生物化学家。[27]

### 26日
- 炳·廷素拉暖，98岁， 泰国军事将领、政治人物，曾任泰国总理（1980年–1988年）、摄政王（2016年）、枢密院院长（1998年-2019年）。[28]
- 杜经常，93岁，中国政治人物，原安徽省农牧渔业厅政治部主任。[29]
- 拉斐尔·萨法罗夫（俄語：Рафаэль Сафаров），71岁，苏联足球运动员、教练。[30]

### 25日
- 牟敦芾，78岁，台灣導演。[31]
- 李炳辰，86岁，中国政治人物，中共广西壮族自治区委员会办公厅原专职纪检专员、副厅级离休干部。[32]
- 尼古拉·佩斯卡鲁（羅馬尼亞語：Nicolae Pescaru），76岁，罗马尼亚足球运动员。[33]
- 华金·桑斯·加德亚（西班牙語：Joaquín Sanz Gadea），88岁，西班牙医生。[34]
- 德杰，58岁，中国政治人物，赤峰市人大常委会党组书记、主任。[35]
- 蔡安邦，60歲，臺灣裔日本物理學者，現任日本東北大學教授，中華民國中央研究院第32屆(數理科學組)院士。[36]

### 24日
- 齐政，88岁，中国政治人物，辽宁省人大常委会原副主任。[37]
- 李奇茂，94岁，中華民國水墨畫家。[38]
- 默里·盖尔曼（英語：Murray Gell-Mann），89岁，美国物理学家，1969年诺贝尔奖得主。[39]
- 詹弗兰科·博扎奥（義大利語：Gianfranco Bozzao），82岁，意大利足球运动员。[40]
- 曼努埃尔·帕索斯（西班牙語：Manuel Pazos），89岁，西班牙足球运动员。[41]
- 奥列格·戈洛瓦诺夫（俄語：Олег Голованов），84岁，俄罗斯赛艇运动员，奥运会冠军。[42]

### 23日
- 安娜·烏德瓦爾迪 （匈牙利語：Anna Udvardy），70歲，匈牙利製片人，2017年憑製片作品《無聲合唱團》獲奧斯卡最佳實景短片獎，死於癌症。[43]
- 平鑫濤，91歲，台灣出版業和影劇業企業家、翻譯家。皇冠文化集團創辦人[44]
- 张士平，72岁，中国企业家，山东魏桥创业集团创始人、原党委书记、董事长。[45]
- 邵伟华，83岁，中国命理及易学专家。[46]
- 野呂田芳成（日語：野呂田 芳成），89岁，日本政治家，原众議院議員（自由民主党所属），第22代農林水産大臣、第61代防衛厅長官。[47]
- 兹拉特科·什科里奇，77岁，克罗地亚足球运动员。[48]
- 维尔弗雷多·佩莱斯（西班牙語：Wilfredo Peláez），88岁，乌拉圭篮球运动员，奥运会季军。[49]
- 岸富美子，98歲，日本女性電影剪接師。曾參與剪輯中國電影《白毛女》等11部電影。[50]

### 22日
- 里克·凯珀斯（荷蘭語：Rik Kuypers），94岁，比利时电影导演。[51]
- 蘇丹阿末沙，88岁，马来西亚第七任最高元首（1979年－1984年）、彭亨州第五任苏丹（1974年－2019年）。[52]
- 朱迪斯·克尔（英语：Judith Kerr），95岁，英国德裔儿童文学作家。代表作有《老虎来喝下午茶（英语：The Tiger Who Came to Tea）》、《莫格系列（英语：Mog (Judith Kerr)）》、《希特勒偷走了粉红兔（英语：Out of the Hitler Time）》。[53]

### 21日
- 安国金，96岁，中国企业家，原重庆陶瓷工业公司经理。[54]

### 20日
- 尼基·勞達（德語：Niki Lauda），70歲，奧地利商人及賽車運動員，曾為邁凱輪（McLaren）車隊和法拉利（Ferrari）車隊奪得1975、1977及1984年三屆一級方程式賽車世界冠軍。[55]
- 洪卜仁，90岁，中国学者，厦门文史专家。[56]
- 陈明，102岁，中国作家、学者，丁玲丈夫。[57]
- 降旗康男（日语：降旗康男），84歲，日本導演。[58]
- 渡邊亮德（日语：渡邊亮徳），89歲，東映前副社長。[59]

### 19日
- 木村進（日语：木村進），68歲，日本喜劇演員，曾任吉本新喜劇（日语：吉本新喜劇）的座長。[60]
- 艾丰，81岁，中国编辑，经济日报原总编辑。[61]
- 鲍国明，59岁，中国足球教练，东华大学女子足球队主教练。[62]
- 薛浩伟，92岁，中国京剧演员，一级演员，余派老生。[63]

### 18日
- 于尔根·基斯纳（德語：Jürgen Kißner），76岁，德国自行车运动员，奥运会亚军。[64]
- 曼弗雷德·博格斯穆勒（德語：Manfred Burgsmüller），69岁，德国足球运动员。[65]
- 阿娜莉亚·加德（英语：Analía Gadé），87岁，阿根廷女演员。[66]
- 豐福知德（日語：豊福 知徳），94歲，日本雕刻家，代表作博多港《那之津往還》（那の津往還）。[67]
- 坂上順（日語：坂上 順），79歲，日本電影製作人，曾任東映常務董事。[68]
- 李士傑，網路暱稱「Ilya」，46歲，台灣數位文化工作者，多媒體藝術創作者，早期網路運動研究者，曾推動台灣部落格運動[69]。

### 17日
- 周春山，88岁，中国政治人物，原四川省重庆市委副书记。[70]
- 赫尔曼·沃克（英語：Herman Wouk），103岁，美国作家，代表作《凯恩号哗变》。[71]
- 瓦连京·萨普罗诺夫（烏克蘭語：Валентин Сапронов），87岁，乌克兰足球运动员。[72]
- 松本政雄（日語：松本 政雄），108歲，日本人瑞，與妻子松本美也子（松本 ミヤ子）於2018年7月獲金氏世界紀錄認證為世界合計最高齡夫妻，兩人共計208歲。[73]

### 16日
- 貝聿銘（英語：Ieoh Ming Pei），102歲，美籍華人建築師。[74]
- 刘先觉，88岁，中国建筑教育家、东南大学建筑学院教授。[75]
- 赵华，92岁，中国官员，云南省财政厅原厅长。[76]
- 鲍勃·霍克（英語：Robert Hawke），89岁，澳大利亚政治家，1983至1991年擔任澳洲總理[77]。
- 阿什莉·马萨罗（英语：Ashley Massaro），39岁，美国职业摔跤手、模特。[78]
- 德克斯特·圣路易斯（英語：Dexter St. Louis），51岁，特立尼达和多巴哥乒乓球运动员。[79]
- 大山亞由美（日語：大山 亜由美），25歲，日本高爾夫球選手。[80]
- 加藤典洋（日語：加藤 典洋），71歲，日本文藝評論家，代表作《敗戰後論》。[81]
- 杰夫·托斯兰（英語：Geoff Toseland），87岁，英格兰足球运动员。[82]

### 15日
- 龟井郁夫（英语：Ikuo Kamei），85岁，日本政治人物，参议院议员。[83]
- 乔治·L·凯林（英语：George L. Kelling），83岁，美国犯罪学家。[84]
- 查爾斯·基泰爾（英語：Charles Kittel），102岁，美国物理学家。[85]

### 14日
- 王文，68岁，中国心血管病专家，中国医学科学院阜外医院教授。[86]
- 刘厚生，98岁，中国戏剧理论家、评论家，中国戏剧家协会原副主席。[87]
- 劉赤城，88岁，中国古琴演奏家，梅庵琴社社长。[88]
- 维拉潘，泰国企業家，大城银行董事长。[89]
- 维尔纳·魏斯特（德語：Werner Weist），70岁，德国足球运动员。[90]
- 米克·默伦西普（德語：Mike Möllensiep），43岁，德国足球运动员。[91]
- 雷米希·施通普夫（德語：Remig Stumpf），53岁，德国自行车运动员，奥运会选手。[92]
- 迈克尔·罗斯曼（德語：Michael Rossmann），88岁，德裔美国结构生物学家。[93]
- 蒂姆·康韦（英语：Tim Conway），85岁，美国演员。[94]
- 艾蒂安·佩吕雄（英语：Étienne Perruchon），61岁，法国作曲家。[95]

### 13日
- 李庆洲，49岁，中国官员，安徽怀宁县纪委监委派驻县公安局纪检监察组组长。[96]
- 胡进庆，83岁，中国动画导演，代表作《葫芦兄弟》。[97]
- 桃樂絲·黛（英語：Doris Day），97岁，美国歌手、演员。[98]
- 福劳戈·拉约什（匈牙利語：Faragó Lajos），86岁，匈牙利足球运动员。[99]
- 关根伸夫（英语：Nobuo Sekine），76岁，日本雕塑家。[100]
- 艾丽斯·里夫林（英语：Alice Rivlin），88岁，美国经济学家。[101]
- 斯坦頓·弗里德曼（英語：Stanton Friedman），84岁，美国核物理学家和幽浮理论者。[102]
- 羅銅壁，92歲，化學家，台灣蛋白質化學研究先驅，中央研究院第16屆（生命科學組）院士。[103]

### 12日
- 盧・史密薩（英語：Ron Smerczak），69歲，南非演員，代表作為成龍主演的《我是誰》。[104]
- 董健，83岁，中国戏剧学家、文学史家，南京大学原副校长。[105]
- 片冰心，96岁，中国女高音歌唱家、福建声乐教育泰斗。[106]
- 俞志豪，89岁，原浙江省气象局党组成员、党组纪检组组长。[107]
- 维克托·马纳科夫（俄語：Виктор Манаков），58岁，俄罗斯自行车运动员，奥运会冠军。[108]
- 克拉拉·古谢娃（俄語：Кла́ра Гу́сева），82岁，俄罗斯速度滑冰运动员，奥运会冠军。[109]
- 阿纳托利·约诺夫（俄語：Анатолий Ионов），79岁，俄罗斯冰球运动员，奥运会冠军。[110]
- 纳斯尔阿拉·布特罗斯·斯菲尔（阿拉伯語：نصرالله بطرس صفير），98岁，天主教黎巴嫩籍主教級樞機，馬龍尼禮教會安提阿榮休宗主教。[111]
- 京町子（日語：京 マチ子），95歲，日本女演員，日本紫綬褒章獲得者。[112]

### 11日
- 容柏生，88岁，中国工程设计大师，中国工程院院士。[113]
- 李浩天，75岁，中国京剧表演艺术家，文武老生，原北京京剧院业务办公室主任。[114]
- 普亞·馬加西瓦（英语：Pua Magasiva），38岁，紐西蘭演員。[115]
- 让-克劳德·布里索（英语：Jean-Claude Brisseau），74岁，法国电影导演。[116]
- 佩姬·莉普顿（英语：Peggy Lipton），72岁，美国女演员。曾參演2001年電視劇《雙面女間諜》（英語：Alias）。大腸癌。[117]
- 阿部牧郎（日語：阿部 牧郎），80岁，日本小说家。[118]

### 10日
- 阿尔弗雷多·佩雷斯·鲁瓦尔卡瓦（西班牙語：Alfredo Pérez Rubalcaba），67岁，西班牙政治家。[119]
- 戈登·尼特（英語：Gordon Neate），78岁，英格兰足球运动员。[120]
- 陳嘉爵，49歲，台灣記者與主播，腦癌病逝。[121]
- 徐青，93岁，中国政治人物，中央纪委原副书记。[122]
- 弗雷德里克·布朗奈爾，79歲，納米比亞和南非的國旗設計者。[123]

### 9日
- 艾文·沙吉（英语：Alvin Sargent），92岁，美國編劇，代表作如電影《茱莉亞（英语：Julia (1977 film)）》（1977年）及《蜘蛛人》系列電影。[124]
- 袁宝华，103岁，中国政治人物，曾任国家经济委员会主任、中国人民大学校长等职务[125]。
- 傅国祥，86岁，中国政治人物，原中共吉安地委书记、人大工委主任。[126]
- 宋安永，97岁，中国政治人物，原温州市计划委员会副主任。[127]
- 詹文山，78岁，中国物理学家，中国科学院物理研究所研究员，中国科学院理化技术研究所首任所长。[128]
- 任球，100岁，中国军事人物，原广州军区空军政治委员。顾问。[129]
- 高毅，89岁，中国高级干部子弟，高岗之子，4821成员。[130]
- 谢邦定，98岁，中国外交官，第一任全国学联主席。[131]

### 8日
- 斯普伦特·达布维多（英語：Sprent Dabwido），46岁，瑙鲁政治家，前总统（2011-2013）。[132]
- 乔治·普利奥（法語：Georges Pouliot），96岁，加拿大击剑运动员。[133]
- 島田三郎（日语：島田三郎 (参議院議員)），62岁，日本政治家，自由民主党所属参議院議員，肺癌。[134]
- 罗伯特·麦克利斯（英语：Robert McEliece），76岁，美国数学家、工程师，加州理工学院教授。[135]
- 冼庆彬，86岁，中国政治人物，广州市第十届人大常委会秘书长。[136]
- 程连昌，88岁，中国政治人物，原人事部副部长、党组副书记，原国家行政学院副院长、党委副书记。[137]
- 馮成，64歲，香港實業家，沙田寶福山殯儀服務創辦人。[138]

### 7日
- 王学文，92岁，中国政治人物，芜湖市政协原专职常委。[139]
- 王超，93岁，中国政治人物，马鞍山市政协原副主席。[140]
- 穆来安，64岁，中国企业家，上海凯宝公司实际控制人、控股股东。[141]
- 周奇迹，59岁，中国教育人物，嘉兴职业技术学院、嘉兴广播电视大学党委书记。[142]
- 佩德罗·加马罗（西班牙語：Pedro Gamarro），64岁，委内瑞拉业余拳击手，奥运会亚军。[143]
- 让·瓦尼埃，90岁，加拿大人道主义者、天主教哲学家、神学家，方舟组织（英语：L' Arche）创始人。[144]

### 6日
- 李炜，60岁，中国学者，中山大学中文系教授。[145]
- 许伟明，中国企业家，新亚制程公司原董事长、总经理。[146]
- 李晋藩，94岁，中国政治人物，内蒙古自治区第五届政协秘书长、党组成员，第五届、六届政协常委。[147]
- 安德烈斯·洪克拉（西班牙語：Andrés Junquera），73岁，西班牙足球运动员。[148]
- 韓智星（韓語：한지성），28歲，韓國女歌手及演員。前女團B.Dolls成員。死於交通意外。[149]

### 5日
- 陳錦康，60歲，香港社會人物、香港工運先驅，工業傷亡權益會總幹事，中風後心臟病發逝世。[150]
- 伍增荣，80岁，中国政治人物，哈尔滨市政协原副主席。[151]
- 施啟揚，84歲，中華民國政治人物，曾任司法院院長、319真相調查委員會召集人等職。[152]
- 冯舜华，85岁，中国经济学家、俄罗斯东欧问题专家，辽宁大学教授。[153]
- 弗兰克·布里兰多（英語：Frank Brilando），93岁，美国自行车运动员。[154]
- 张彭，97岁，中国政治人物，北京市政府原副市长、原北京市政府顾问。[155]
- 韦绍兰，99岁，中国籍日军慰安妇受害者。[156]
- 帕科·卡瓦塞斯（西班牙語：Paco Cabasés），102岁，阿根廷足球运动员。[157]

### 4日
- 杨升南，81岁，中国考古学家，夏商周断代工程文献组课题组长。[158]
- 朱云间，87岁，中国学者，南京大学政府管理学院副教授。[159]
- 亚当·斯凯（英語：Adam Sky），42岁，澳洲籍DJ，意外身亡。[160]
- 高達樂（法語：Claude Cadart），91岁，法國當代中國問題專家。[161]

### 3日
- 刘芷，99岁，中国军事人物，原军委办公厅副军级离休干部，开国上将韩先楚夫人。[162]
- 段富津，89岁，中国中医学家、教育家，黑龙江中医药大学教授，第二届国医大师。[163]
- 志村五郎（日語：志村 五郎），89岁，日本数学家。[164]
- 弗里茨·苏特考（荷蘭語：Frits Soetekouw），80岁，荷兰足球运动员。[165]
- 乔治·汉纳（阿拉伯語：جورج حنا），90岁，伊拉克篮球运动员。[166]
- 房良通，74岁，马来西亚居銮中华中学前校长[167][168]。

### 2日
- 李心天，95岁，中国心理学家、中国科学院心理研究所研究员，李达之子。[169]
- 马云涛，98岁，中国航天事业领导者，原航天工业部政治部主任、党组成员。[170]
- 余联兵，47岁，中国企业家，优速快递董事长兼总裁，意外身亡。[171]
- 张绍日，62岁，中国企业家，众生药业原董事长、总经理、战略顾问。[172]
- 康水木，80岁，中华民国政治人物，前台北市議員。[173]
- 拉斐爾·埃爾南德斯·科隆（西班牙語：Rafael Hernández Colón），82歲，波多黎各政治人物，1973年1月至1977年1月，以及1985年1月至1993年1月，两次担任波多黎各总督，死於白血病。[174]

### 1日
- 蒲卫，55岁，中国卫生信息专家，原总后勤部卫生部信息中心副主任、中国医院协会信息管理专业委员会副主任委员、高级工程师。[175]
- 母广仁，97岁，中国政治人物，老红军，冶金工业部长沙黑色冶金矿山设计研究院原院长、党委副书记。[176]
- 毛军华，41岁，中国金融人物，蚂蚁金服总裁助理。[177]
- 苏荣秀，80岁，中国人民解放军少将，西安卫星测控中心原副政委。[178]
- 丁科·德尔门吉耶夫，77岁，保加利亚足球运动员。[179]
- 門田研造（日语：門田研造），89岁，日本企业家，原川崎制铁会長，死於腎癌。[180]
- 趙澤修，89岁，美籍華人畫家，夏威夷大学教授，台灣早期動畫創作者，肾癌。[181]

### 日期不详
- 李沂明，57岁，中国政治人物，山东省人大常委会委员。[182]
- 張阿雄，台灣賽鴿界名人。[183]